# Samsung Galaxy Z Flip 4
Samsung Galaxy Z Flip 4は、サムスン電子が開発・販売しているギャラクシーZシリーズの一部であるフォルダブルスマートフォンである。 このデバイスは、2022年8月に発表され、同月26日に販売開始された。